# جيوسيبي كيومو
جيوسيبي كيومو (بالإيطالية: Giuseppe Cuomo)‏ (2 فبراير 1998 في إيطاليا - ) هو لاعب كرة قدم إيطالي في مركز الدفاع.

## روابط خارجية
- جيوسيبي كيومو على موقع قاعدة بيانات كرة القدم.إي يو (الإنجليزية)
- جيوسيبي كيومو على موقع Soccerway.com (الإنجليزية)
- جيوسيبي كيومو على موقع عالم كرة القدم.نت (الإنجليزية)
- جيوسيبي كيومو على موقع AS.com (الإسبانية)